# ヒラリーのアメリカ、民主党の秘密の歴史
『ヒラリーのアメリカ、民主党の秘密の歴史』（ヒラリーのアメリカ、みんしゅとうのひみつのれきし、Hillary's America: The Secret History of the Democratic Party）は、2016年にアメリカ合衆国で製作されたドキュメンタリー映画。監督・脚本・主演はインド出身の保守派政治コメンテーター・作家であるディネシュ・ドゥスーザ。日本ではネット配信のみ。
2016年アメリカ合衆国大統領選挙に向けて制作され、民主党とヒラリー・クリントンを攻撃する内容となっている。
第37回ゴールデンラズベリー賞で最低作品賞（ドキュメンタリー映画で初）、最低監督賞、最低主演男優賞、最低主演女優賞の4部門を受賞した。

## キャスト
- ディネシュ・ドゥスーザ
- ジョナ・ゴルドベルク（英語版）
- Rebekah Turner (ヒラリー・クリントン役)